# 阿西尔省
阿西爾省（阿拉伯语：‎）是沙特阿拉伯西南部的一個省，與也門接壤，首府艾卜哈。由於位於高原地帶（包括全國最高點，海拔3,207公尺的索達山），其氣候與全國其他地區截然不同，比較涼爽潮濕。